# 東陽村 (熊本県)
東陽村（とうようむら）は、かつて熊本県八代郡にあった村。
村名は、永久に栄えてほしい願いを東から昇る太陽に例えてこれに因んだ瑞祥地名である。
2005年8月1日に、八代市、泉村、千丁町、鏡町、坂本村と合併し、新・八代市となったため廃止された。

## 歴史
- 1889年4月1日 - 町村制施行に伴い、八代郡河俣村・北種山村・南種山村・小浦村が誕生。
- 1923年11月1日 - 八代郡南種山村・北種山村・小浦村が対等合併。種山村となる。
- 1955年2月1日 - 八代郡種山村・河俣村が対等合併。東陽村となる。
- 2005年8月1日 - 泉村・千丁町・鏡町・東陽村とともに八代市と対等合併。八代市となる。

## 地域

### 教育

#### 中学校
- 東陽村立東陽中学校

#### 小学校
- 東陽村立河俣小学校
  - 坂より上分校
- 東陽村立種山小学校
  - 内ノ木場分校

## 交通

### 鉄道
村内を鉄道路線は通っていない。最寄り駅は、JR九州鹿児島本線有佐駅。

### 道路

#### 国道
- 国道443号

#### 県道
主要地方道
- 熊本県道25号宮原五木線

県道
- 熊本県道155号小川八代線　など

## 名所・旧跡・観光スポット・祭事・催事
- 若宮神社 - 八代市東陽町南3466
- 河俣阿蘇神社 - 八代市東陽町河俣2620
- 石匠館
- 東陽交流センター せせらぎ

## 出身著名人
- 弉善大師（釈迦院を開基）
- 橋本勘五郎（石工。種山石工の一人）
- 佐田介石（僧侶。攘夷運動・梵暦運動の指導者）
- 緒方正規（衛生学者、細菌学者）